# نيك كيني
نيك كيني (بالإنجليزية: Nick Kenny)‏ هو صحفي وشاعر أمريكي، ولد في 3 فبراير 1895 في أستوريا، كوينز في الولايات المتحدة، وتوفي في 1 ديسمبر 1975.

## وصلات خارجية
- نيك كيني على موقع IMDb (الإنجليزية)
- نيك كيني على موقع ميوزك برينز (الإنجليزية)
- نيك كيني على موقع قاعدة بيانات برودواي على الإنترنت (الإنجليزية)
- نيك كيني على موقع ديسكوغز (الإنجليزية)